# کوه بلاگودات
کوه بلاگودات (روسی: Благода́ть) یک کوه در استان سوردلوفسک کشور روسیه است.